# Yang Jeong-ok
Yang Jeong-ok (양정옥?; Gwangju, 24 agosto 1974) è un'ex cestista sudcoreana.

## Carriera
Con la Corea del Sud ha disputato i Campionati del mondo del 1998 e le Olimpiadi del 2000.